# Gastrocirrhidae
Famille
Les Gastrocirrhidae sont une famille de Ciliés de la classe des Hypotrichea et de l’ordre des Euplotida.

## Étymologie
Le nom de la famille vient du genre type Gastrocirrhus, composé du préfixe gastro- (du grec ancien γαστρο / gastro, « estomac, ventre »), et du suffixe -cirrh (variante de cirre), du latin -cirrus, « touffe de cheveu, cil, poil », littéralement « cils sur le ventre », en référence à la forme de l'organisme.

## Description

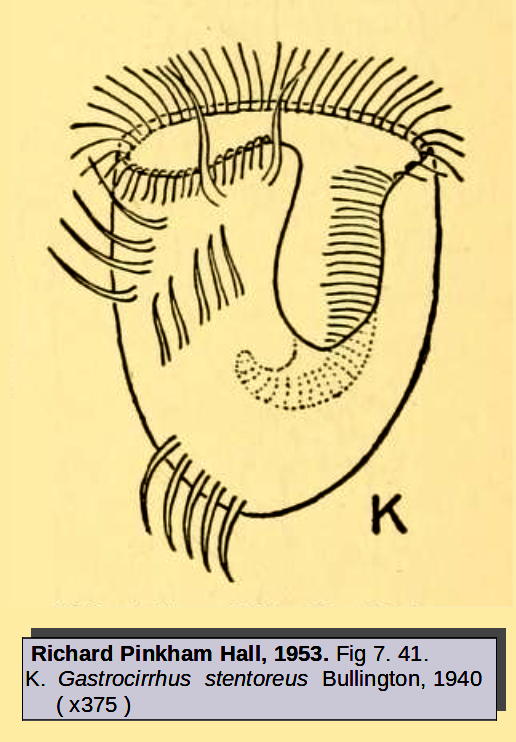
Gastrocirrhus stentoreus Bullington, 1940.

Le genre type Gastrocirrhus a un corps, en forme de coupe et circulaire en coupe transversale. On note la présence de cirres transversaux en forme de U ; l'absence de cirres marginaux gauches et de cirres caudaux.

## Liste des genres
Selon GBIF (11 février 2023) :
- Cirrhogaster Ozaki & Yagiu, 1942
- Cytharoides Tuffrau, 1975
- Euplotidium Noland, 1937
- Euplotoides Borror & Hill, 1995
- Euplotopsis Borror & Hill, 1995
- Faureia Tucolesco, 1962
- Gastrocirrhus Lepsi, 1928[3] genre type synonyme : Cirrhogaster
- Paraeuplotidium Lei, Choi & Xu, 2002

Selon The Taxonomicon (11 février 2023) :
- Gastrocirrhus Lepsi, 1928
- Euplotidium Noland, 1937
- Cytharoides Tuffrau, 1974[1975]
- Swedmarkia Dragesco, 1954

## Systématique
Le nom valide de ce taxon est Gastrocirrhidae Fauré-Fremiet, 1961.